# Kaf sofiet
De kaf sofiet of chaf sofiet is een variant van de Hebreeuwse letter kaf die wordt gebruikt als de kaf aan het eind van een woord staat. De letter wordt uitgesproken als de letter k of als g.
De letters van het Hebreeuws alfabet worden ook gebruikt als cijfers. De kaf sofiet is de Hebreeuwse vijfhonderd.
א · ב · ג · ד · ה · ו · ז · ח · ט · י · כ · (ך) · ל · מ · (ם) · נ · (ן) · ס · ע · פ · (ף) · צ · (ץ) · ק · ר · ש · ת 

alef · beet · gimel · dalet · hee · waw · zajien · chet · tet · jod · kaf · -sofiet · lamed · mem · -sofiet · noen · -sofiet · samech · ajien · pee · -sofiet · tsaddie · -sofiet · koef · reesj · sjien · tav